# Dunne parelmoerneut
De dunne parelmoerneut (Ennucula tenuis) is een tweekleppigensoort uit de familie van de Nuculidae. De wetenschappelijke naam van de soort werd in 1808 voor het eerst geldig gepubliceerd door George Montagu als Arca tenuis.

## Beschrijving
De schelp van de dunne parelmoerneut is ongeveer 6 tot 13 mm lang, en driehoekig tot licht elliptisch of eivormig. Hij is iets langer dan hoog, de hoogte is ongeveer 75% van de lengte. De opperhuid is relatief dun (vandaar de naam) maar niet kwetsbaar, en is olijfgroen of blauwgroen gekleurd. Het is gemaakt van parelmoer. Het oppervlak vertoont fijne, dichte, enigszins onregelmatige groeilijnen. Sommige, wat grovere, concentrische lijnen die kunnen worden geïnterpreteerd als groeionderbrekingen. Het periostracum is groengeel, geelachtig, grijsgeel, bruingeel tot bruinachtig van kleur, het oppervlak is glanzend. Af en toe komen er ook iets donkerdere concentrische banden voor.

## Verspreiding
De dunne parelmoerneut heeft een circumpolair verspreidingsgebied. In de oostelijke Atlantische Oceaan komt hij voor vanaf de Noordpool tot ongeveer Marokko, in de westelijke Atlantische Oceaan tot ongeveer de hoogte van Maryland. In de Stille Oceaan strekt het verspreidingsgebied zich uit langs de Amerikaanse westkust tot aan de zuidelijke Golf van Californië op de 22e breedtegraad (ten noorden van de Marias-eilanden), aan de Aziatische Pacifische kust tot aan Japan (Honshu). Het dringt ook door in de Middellandse Zee, de Noordzee en de westelijke Oostzee. Het leeft op modderige en fijne zandgronden van ongeveer 10 tot 700 meter waterdiepte, in het noordpoolgebied tot 2.200 meter. Is in het Nederlandse Noordzeegebied voornamelijk bekend van de Oestergronden, het Friese Front en enkele verspreide vindplaatsen rond de Klaverbank en in het offshore-gebied bij Texel.
Acila: 
†cobboldiae · 
Ennucula:
tenuis

Nuculoma: 
†haesendoncki · 
†laevigata · 
tenuis

Nucula: 
†fragilis convexior · 
†hanleyi · 
†mixta · 
nitidosa · 
nucleus · 
sulcata ·
trigonula